# FN Browning Modell 1903
Die FN Browning Modell 1903 ist eine belgische Selbstladepistole, welche vom amerikanischen Konstrukteur John Moses Browning zu Beginn des 20. Jahrhunderts für hauptsächlich militärische Anwendung entworfen und von der Fabrique Nationale Herstal gefertigt wurde.

## Technik
Die Pistole hatte einen Masseverschluss. Die verwendete Munition im Kaliber 9 mm Browning Long war nicht so stark, als dass eine starre Verriegelung notwendig gewesen wäre. Nach heutigen Maßstäben war die Patrone für eine Militärmunition eher leistungsschwach. Im Vergleich zu den damals verbreiteten Armeerevolvern war die Browning jedoch modern, präzise und vor allem schnell zu laden.
Für eine Pistole jener Zeit war sie sehr zuverlässig und robust. So wurde der Lademechanismus derart gestaltet, dass selbst leicht verbogene Magazinlippen die Zuführung der Patronen ins Lager nicht behinderten. Aufgrund dessen fand die Waffe weltweit Verbreitung bei Polizei- und Militärformationen – hauptsächlich in Europa. Schweden erwarb die Lizenz zum Nachbau des Modells; dort wurde sie von Husqvarna produziert und als Pistol M/07 geführt. Sie gehörte mehr als 70 Jahre lang zur Ausrüstung der schwedischen Streitkräfte; die letzten Exemplare wurden erst im Jahr 1988 ausgemustert.
Inklusive der Lizenzmodelle wurden nur etwa 150.000 Stück gebaut, die deutsche Besetzung Belgiens während des Ersten Weltkrieges unterbrach die Fertigung. Gleichwohl war die Browning M1903 – neben dem „Urahn“ der Pistolen mit Masseverschluss FN Browning Modell 1900 sowie dem Colt Modell 1900, der ersten verriegelten Browning-Selbstladepistole – wichtiger Ausgangspunkt für die Entwicklung vieler folgender Ordonnanzpistolen. Hierauf aufbauend konstruierte Browning wenig später die Colt M1911. Sowohl die unverriegelte M1903 wie auch die verriegelte M1911 standen auch Pate bei der Entwicklung der russischen Militärpistole Tokarew TT-33.
Der Begriff Browning war in Europa bereits in den 1920ern zum Synonym für Selbstladepistole geworden.